# Palogorskit
Palogorskit (atapulgit) je magnezijum aluminijum filosilikat koji se javlja u tipu glinenog zemljišta širokog zastupljenog u jugoistornim Sjedinjenim Državama. Kad se koristi u medicinske svrhe, on se fizički vezuje za kiseline i toksične supstance u želucu i digestivnom traktu. Iz tog razloga, on se često koristi kao lek protiv dijareje. Do 2003, on je bio aktivni ingredijent u kaopektatu. Pre toga se koristio kao reformulisani proizvod sa bizmut subsalicilatom.

## Spoljašnje veze
|  | Molimo Vas, obratite pažnju na važno upozorenje u vezi sa temama iz oblasti medicine (zdravlja). |